# Старий Каїр

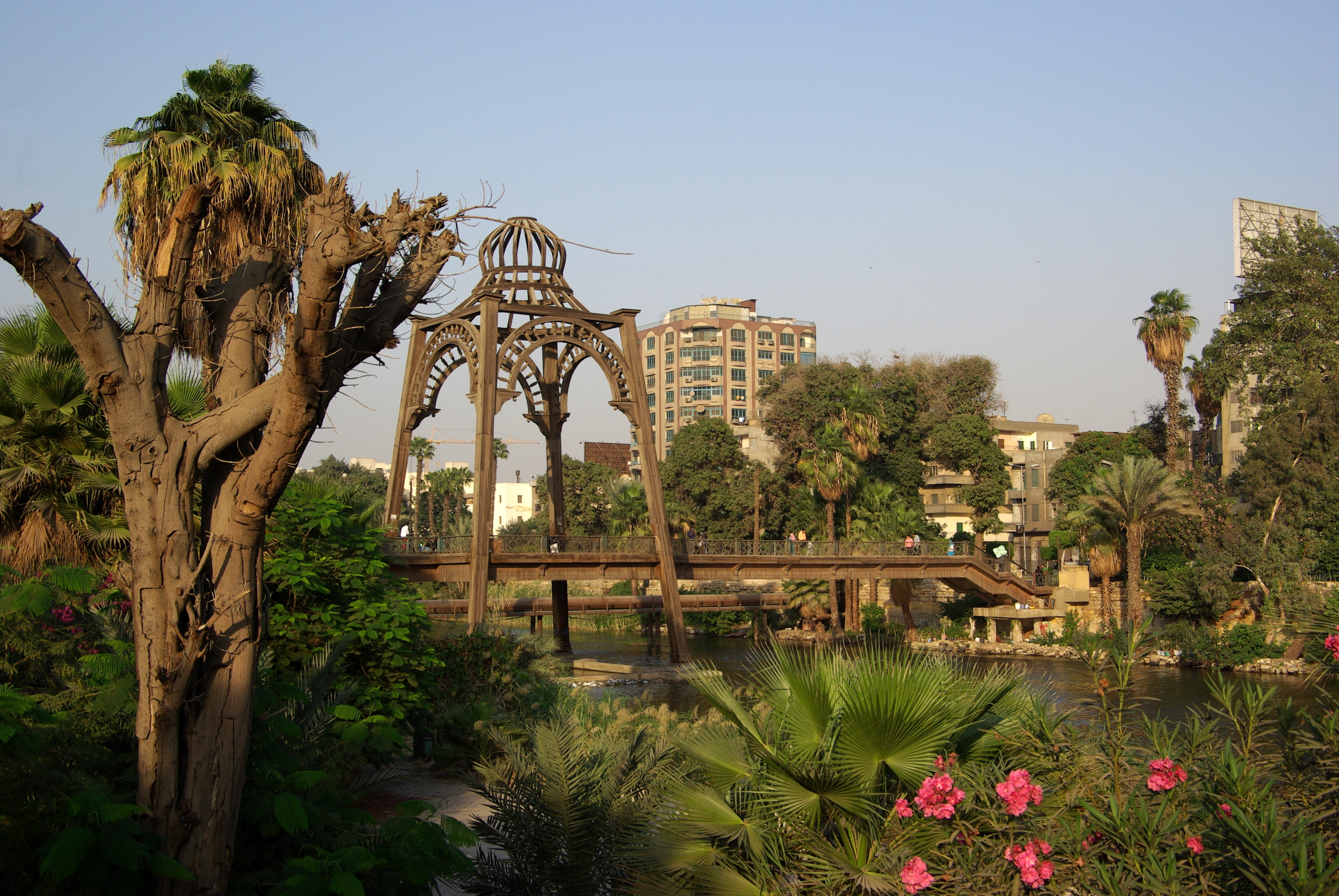
Пішохідний міст, який поєднує острів Рода зі Старим містом

Старий Каїр (араб. مصر القديمة (القاهرة), Міср-ель-Кадіма) — історична частина сучасної столиці Єгипту.
Старий Каїр розташований на місці найдавніших поселень (Фустат). На території Старого міста збереглися давньоримські будови і найдавніші коптські церкви (Церква і монастир Святого Георгія, Церква Святого Павла, Підвішена церква), розташовані Коптський музей, Вавилонська фортеця, синагога Бен-Езра та найдавніші мечеті Африки — Амр ібн аль-Ас та ібн Тулуна. Також на території Старого Каїру розташований грот, де ховалося Святе Сімейство.
Частина Старого міста, де проживають копти-християни, називається Коптським Каїром.
Старий Каїр активно відвідується туристами, що приїжджають в Єгипет.